# 彼得·尚德·基德
彼得·尚德·基德（英語：Peter Shand Kydd，1925年4月23日—2006年3月23日），威爾士王妃戴安娜的繼父是諾曼·尚德·基德（1895年—1962年）創立的壁紙財富的繼承人。諾曼·尚德·基德的妻子是弗朗西斯·瑪德琳·福伊（卒於1983年）。威爾士王妃的同父異母兄弟是冠軍業餘騎師威廉·尚德·基德（1937年—2014年），他是盧肯伯爵夫人維羅妮卡·賓厄姆的妹妹克里斯蒂娜·穆里爾·鄧肯的丈夫。

## 婚姻
在1962年，他賣掉了家族企業並全家移居澳大利亞，成為一名養羊戶。他與約翰·馬丁·蒙羅·克爾的孫女珍妮特·蒙羅·克爾結婚。
返回英國後，他與戴安娜的母親弗朗西斯·奧爾索普子爵夫人開始了一段婚外情。她後來嫁給了約翰·斯賓塞，奧爾索普子爵，成為第八代斯賓塞伯爵。他們雙方離婚後，在1969年5月2日自由結婚。因此，他成為了包括戴安娜在內的四個孩子的繼父，儘管子爵最終贏得了激烈的監護權爭奪戰。他們曾居住在白金漢郡和西薩塞克斯郡的西伊切諾，最後定居在蘇格蘭偏遠的塞伊島上一個佔地1,000英畝（4平方公里）的農場。然而，這對夫婦於1988年6月分居。弗朗西斯將婚姻的破裂歸咎於戴安娜的媒體關注和名聲所帶來的壓力。
之後，在1993年，尚德·基德與瑪麗·皮埃爾·帕爾默（娘家姓貝克萊特）結婚。瑪麗·皮埃爾·帕爾默是一位年輕、優雅且迷人的法國女性，她在倫敦經營著香檳進口業務。他們的婚姻一直持續到1995年4月。

## 家庭
尚德·基德與第一任妻子共育有三個孩子。他們的大兒子亞當·尚德·基德（Adam Shand Kydd）於1954年出生，後成為一位小說家，著有《快樂之路》一書。不幸的是，他在2004年於柬埔寨去世。
約翰·尚德·基德（John Shand Kydd），人稱約翰尼（Johnnie），於1959年出生，是一位知名攝影師。他的作品被國家肖像畫廊收藏，其中包括超過70幅作品。

## 逝世
彼得·尚德·基德於2006年3月23日去世，享年80歲。他的遺體於2006年4月6日下葬於薩福克郡奧爾德堡。